# 曼努佩·丹那·達魯國家公園
9°44′0″S 119°41′0″E / 9.73333°S 119.68333°E
曼努佩·丹那·達魯國家公園是印尼的國家公園，位於松巴島，成立於1998年，面積880平方公里，有小葵花鳳頭鸚鵡、多氏鵑鵙等野生動物棲息。